# Піксодар
Піксодар (*Πιξώδαρoς, д/н —334 до н. е.) — фактичний правитель області Карія.

## Життєпис
Походив з династії Гекатомнідів. Молодший син сатрапа Гекатомна. Замолоду навчався в Афінах. Перед смертю останнього у 377 році до н. е. одружився зі своєю сестрою Адою I. У 344 році до н. е. після смерті брата Ідріея став співволодарем Карії разом з Адою I. Втім у 340 році до н. е. повалив та вигнав дружину, ставши односоібним правителем Карії.
Першим став карбувати власну золоту монету із своїм зображенням, чим підкреслив незалежність Карії. Проводив гнучку політику, намагаючись зберегти незалежність Карії. З одного боку встановив дружні стосунки з царським двором Ахеменідів. З іншого боку 337 року до н. е. налагодив листування з македонським царем Філіппом II. Останньому пропонував влаштував шлюб своєї доньки з Аррідеєм, сином Філіппа II. Цим погіршив стосунки останнього з іншим сином — Олександром.
У 335 році до н. е. видав доньку Аду II за перса Оронтобата. 334 року до н. е. перед загрозою з боку македонян став готуватися до спротиву, але невдовзі помер. Владу успадкували Оронтобат і Ада II.